# Nioaque
Nioaque is een gemeente in de Braziliaanse deelstaat Mato Grosso do Sul. De gemeente telt 15.693 inwoners (schatting 2009).

## Verkeer en vervoer
De plaats ligt aan de radiale snelweg BR-060 tussen Brasilia en Bela Vista. Daarnaast ligt ze aan de weg BR-419.